# Greta Fahlcrantz
Greta Amalia Fahlcrantz Lindberg, född Grip 3 april 1889 i Stockholm, död där 13 mars 1978, var en svensk målare och skulptör. 
Hon var dotter till premiäraktören Herman Grip och Ada Fallstedt. Hon var gift 1912–1919 med advokaten Hugo Fahlcrantz och 1921–1941 med korrespondenten fil. lic. Helge Lindberg.
Fahlcrantz bedrev konststudier för Caleb Althin 1908–1910 och för Carl Wilhelmson 1910–1911 samt skulpturstudier för Tore Strindberg vid Rörstrands porslinsfabrik 1911–1912 och målarstudier för André Lhote i Paris 1919. Separat ställde hon ut i bland annat Stockholm, Uppsala, Göteborg och Mariehamn på Åland. Hon medverkade också i ett flertal samlingsutställningar runt om i Sverige, bland annat på Liljevalchs konsthall 1920 tillsammans med flera unga modernister, bland andra Einar Jolin, Arvid Fougstedt och Leander Engström. Vidare deltog hon i utställningar på Svensk-Franska Galleriet i Stockholm och Göteborgs konsthall och så sent som 1975 ställde hon ut på Konstnärshuset i Stockholm med Sex decennier som var en rekapitulation av hennes långa konstnärskap. Hennes måleri berstår av porträtt, landskap och stilleben. Under resor till Frankrike, Italien och Spanien utvecklade hon ett rikt landskapsmåleri med influenser av Lhote och Braque i en måttfull kubistisk stil, rytmiskt betonat i välstämda mjuka färgskalor. Av hennes porträttmålningar märks särskilt de av skådespelaren Inga Tidblad på Dramaten och textilkonstnären Märtha Gahn i Statens porträttsamling på Gripsholm. Hennes skulpturerna, alla utförda före 1920, består till största delen består av porträtthuvuden, bland annat av greve Carlo Landberg, general Victor Balck och professorerna Gösta Mittag-Leffler och Alfred Winroth. Hon arbetade också som keramisk formgivare och var under en kort tid anställd vid S:t Eriks Lervarufabriker i Uppsala 1919 och senare vid Rörstrands porslinsfabrik i Göteborg 1938. Hon var även under perioder verksam som lärare vid kurser i modellering och måleri i Göteborg, Uppsala och Bromma.
Fahlcrantz Lindberg är representerad vid Moderna museet och Nationalmuseum i Stockholm, Statens porträttsamling på Gripsholm, Stockholms universitets konstsamling, Stockholms stads yrkesskolor, Idrottsmuseet på Stadion, Värmlands museum, Länsmuseet Gävleborg och med keramikreliefer i Stockholms stadshus samt med en byst av Gustaf Fredriksson på Höstsol.

### Internetresurser
- Nationalencyclopedin NE.se, artikel: Greta Fahlcrantz Lindberg
- Konstnärslexikonett amanda, artikel: Greta Amalia Lindberg-Fahlcrantz.
- Signaturer.se. En digital uppslagsbok om Svenska och Europeiska Porslins- och Keramiktillverkare, artikel: Greta Fahlcrantz.